# Baldassare Reina
Baldassare Reina (ur. 26 listopada 1970 w San Giovanni Gemini) – włoski duchowny rzymskokatolicki, arcybiskup, biskup pomocniczy rzymski w latach 2022–2024, wiceregent Rzymu w latach 2023–2024, wikariusz generalny Rzymu i tym samym archiprezbiter bazyliki św. Jana na Lateranie od 2024, administrator apostolski suburbikarnej diecezji Ostii od 2024, kardynał prezbiter od 2024.

## Życiorys

### Prezbiterat
Święcenia kapłańskie otrzymał 8 września 1995 i został inkardynowany do diecezji Agrigento. Był m.in. prefektem studiów w studium teologicznym w Agrigento, a także wicerektorem i rektorem archidiecezjalnego seminarium.

### Episkopat
27 maja 2022 papież Franciszek mianował go biskupem pomocniczym diecezji rzymskiej, ze stolicą tytularną Aquae in Mauretania. Święcenia biskupie przyjął 29 czerwca 2022. Głównym konsekratorem był Angelo De Donatis a współkonsekratorami Augusto Paolo Lojudice i Francesco Montenegro. Po święceniach biskupich został mianowany do sektora zachodniego diecezji rzymskiej oraz został delegatem ds. seminariów i powołań. 6 stycznia 2023 decyzją papieską został wiceregentem diecezji.
6 października 2024 podczas modlitwy Anioł Pański papież Franciszek ogłosił jego nominację kardynalską. Tego dnia został również wikariuszem generalnym diecezji rzymskiej. Na konsystorzu 7 grudnia 2024 został kreowany kardynałem prezbiterem kościoła Wniebowzięcia Matki Bożej i św. Józefa w Primavalle. Brał udział w konklawe 2025, które wybrało papieża Leona XIV.